# Pagno
Pagno ist eine italienische Gemeinde in der Provinz Cuneo (CN), Region Piemont.

## Lage und Einwohner
Pagno liegt 40 km nordwestlich von der Provinzhauptstadt Cuneo entfernt. Die Gemeinde liegt in einem von waldreichen Ausläufern der Alpen gesäumten Valle Bronda. Das Gemeindegebiet umfasst eine Fläche von 8,68 km² und hat 581 Einwohner (Stand 31. Dezember 2023).
Die Nachbargemeinden sind Brondello, Manta, Piasco, Revello, Saluzzo, Venasca und Verzuolo.

## Geschichte

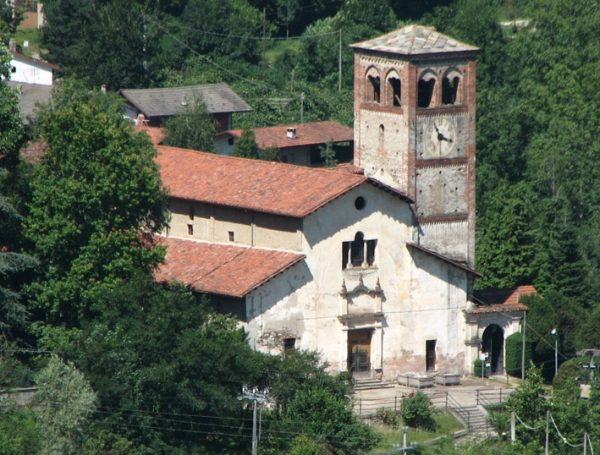
Abteikirche Santi Pietro e Colombano

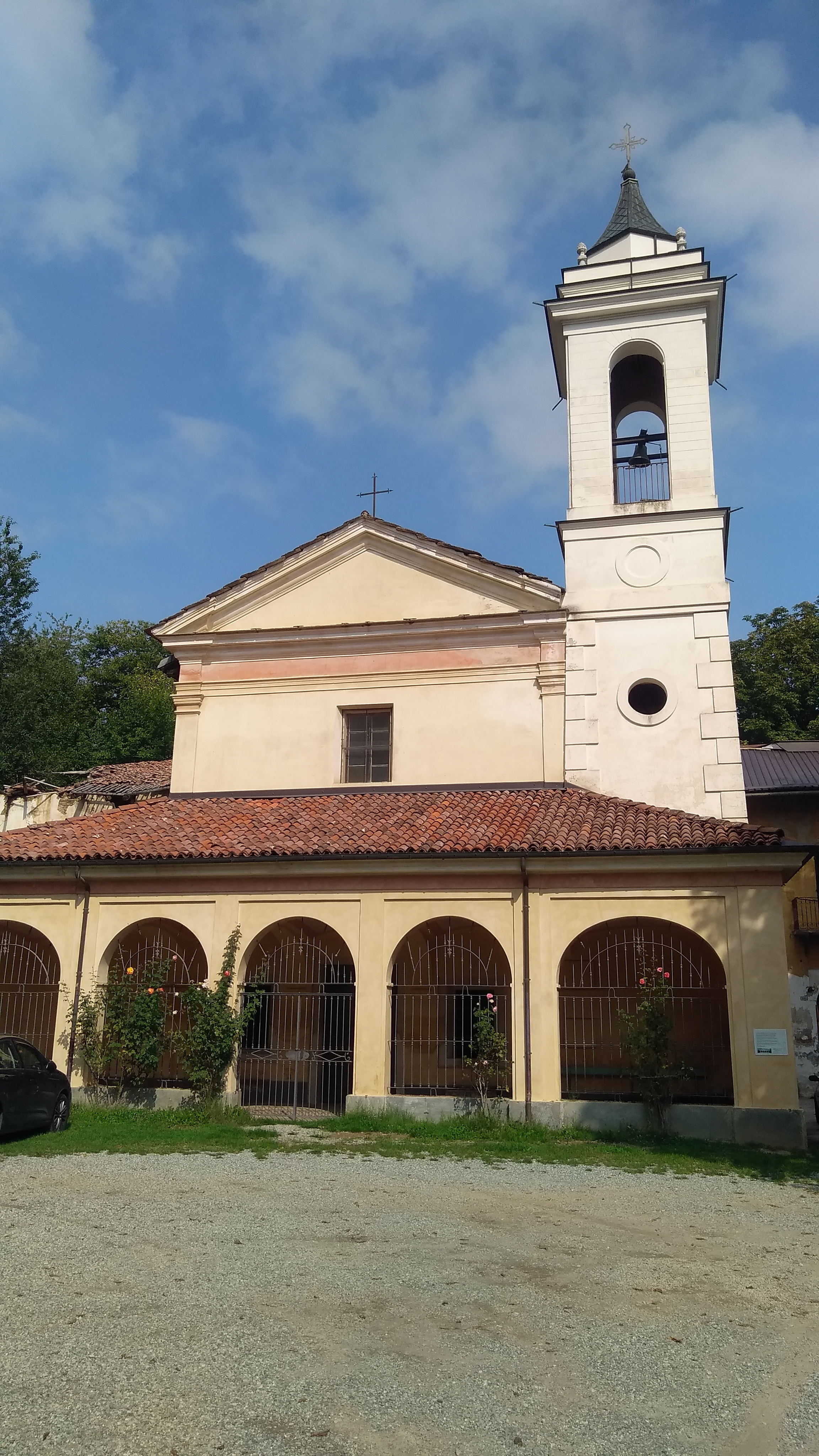
Die Pfarrkirche

Der Ortsname erscheint in antiken Dokumenten mit „Pannus“, „Apannus“ und dann „Pagnus“. Seine Ursprünge sind eng mit dem Benediktinerkloster verbunden. Nach Ansicht einiger Gelehrter entspricht die Etymologie einem Personennamen. Es gibt nur wenige Informationen über die frühen Ereignisse des Dorfes. Das Kloster, das vom Langobardenkönig Astolfo erbaut und den Mönchen von San Colombano di Bobbio anvertraut wurde, wurde zur Zeit der Sarazeneneinfälle zerstört. Teile der Bausubstanz der Klosterkirche stammen noch aus dieser romanischen Bauphase, wobei das Erscheinungsbild von diversen späteren Umbauten geprägt ist. Bemerkenswert sind die Fresken, welche die Entwicklung von der Romanik über die Gotik bis zur Renaissance (Werke von Hans Clemer) dokumentieren. In seiner Blütezeit übte es seinen Einfluss auf das gesamte Tal, einschließlich der angrenzenden Gebiete, aus, bis ihm die Markgrafen von Busca und Saluzzo die Macht entzogen.
Im 16. Jahrhundert erlebte es eine Zeit des Verfalls, die endete, als der König von Sardinien, Carlo Emanuele III., es dem Bischof von Saluzzo belehnte.
Eine dritte Kirche aus dem 18. Jahrhundert befindet sich neben dem Gemeindehaus. Sie ist mit barocken Fassadenmalereien versehen.
Die Pfarrkirche von 1962 ist, wie die Abteikirche, den Heiligen Petrus und Kolumban geweiht.